# Tatsuki Noda
Tatsuki Noda (野田 樹 Noda Tatsuki?, Tokio, 2 de abril de 1998) es un futbolista japonés que juega como centrocampista en el Ococias Kyoto.

## Trayectoria

### Clubes
| Club                     | País  | Año       |
| ------------------------ | ----- | --------- |
| Vissel Kobe              | Japón | 2017-2019 |
| FC Imabari (cedido)      | Japón | 2017      |
| Kataller Toyama (cedido) | Japón | 2018-2019 |
| Vonds Ichihara           | Japón | 2021-2022 |
| Ococias Kyoto            | Japón | 2023-     |